# ごちそうさま
ご馳走さま（ごちそうさま）は、食後に言う日本語の挨拶である。くだけてごちそうさんともいう。発声の際に、手を合わせたり、軽くお辞儀することもある。
「馳走（ちそう）」とは、元来、「走りまわる」「馬を駆って走らせる」「奔走（ほんそう）する」ことを意味する。古くは『史記』（項羽本紀）にもみられる語である。これが日本にはいったのち、（世話をするためにかけまわるので）世話をすること、面倒をみることといった意味が生まれた。さらに、用意するためにかけまわることから、心をこめた（食事の）もてなしや、そのためのおいしい食物といった意味が、中世末から近世始めにかけて生まれた。これに接頭語「御」付けられて丁寧語となり、接尾語「様」がついて挨拶語となった。日本国語大辞典では初出として『浮世風呂』（1809-1813年）の一節「其節はいろいろ御馳走さまになりまして」を挙げている。
食事前の挨拶は「いただきます」